# Psilocerea russulata
Psilocerea russulata är en fjärilsart som beskrevs av Paul Mabille 1897. Psilocerea russulata ingår i släktet Psilocerea och familjen mätare. Inga underarter finns listade.